# Bobby Locke

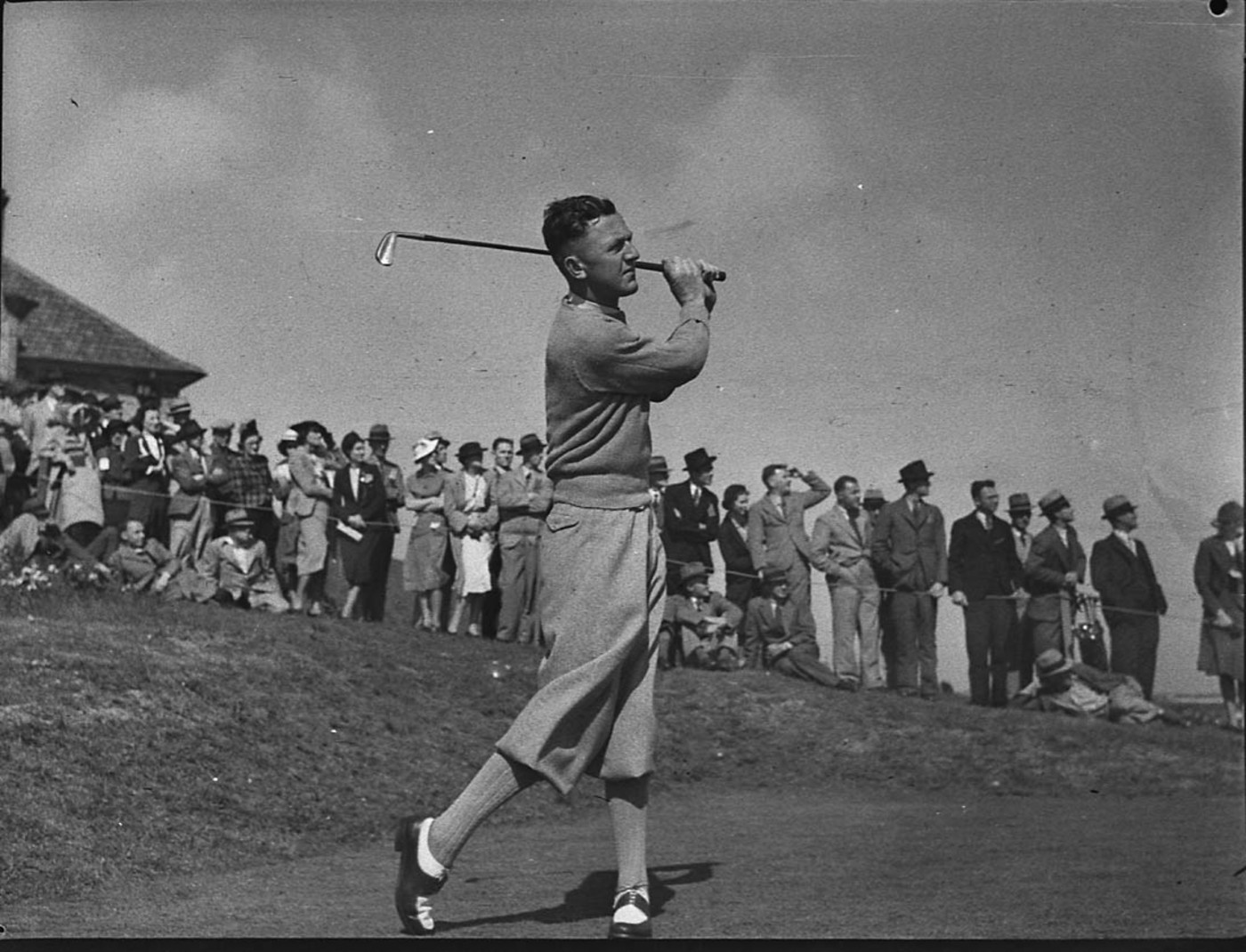
Bobby Locke, 1938 in Australien

Arthur D’Arcy „Bobby“ Locke (* 20. November 1917 in Germiston, Südafrika; † 9. März 1987 in Johannesburg) war der erste international erfolgreiche Golfer Südafrikas. Durch seine vier Siege bei den British Open zwischen 1949 und 1957 durchbrach er die jahrzehntelange Vorherrschaft der US-amerikanischen und britischen Profis.

## Karriere

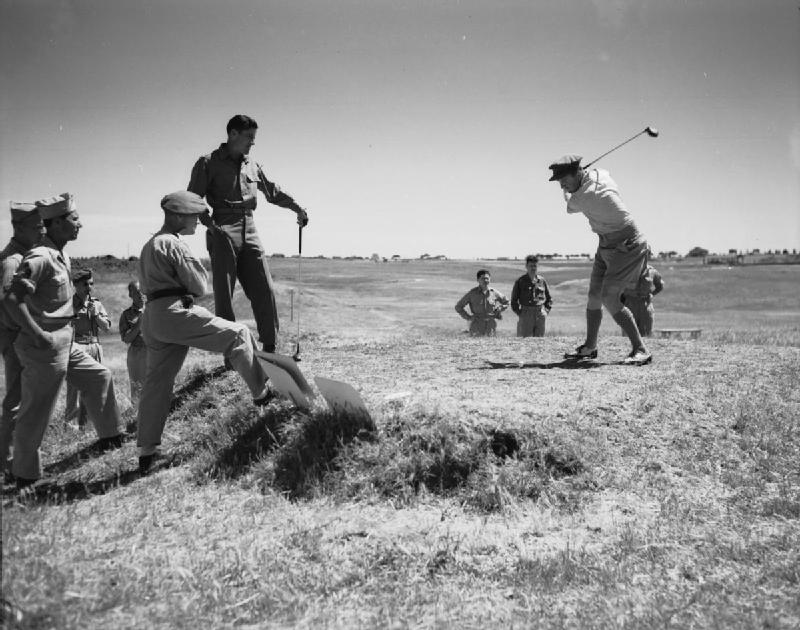
Bobby Locke (rechts) beim Abschlag während eines Golfturniers in Rom, Zweiter Weltkrieg

Bereits 1936, mit 18 Jahren, nahm Locke an den British Open teil. Auf Rang acht wurde er bester Amateur. Zwei Jahre später wurde er Profi und spielte auf der südafrikanischen Tour, später als Sunshine Tour bekannt. Unterbrochen wurde seine Golfkarriere während des Zweiten Weltkrieges durch seinen Einsatz in der südafrikanischen Luftwaffe.
1946 nahm er das Golfspielen wieder auf und spielte eine Serie von Wettkämpfen gegen Sam Snead, einen US-amerikanischen Topgolfer der damaligen Zeit. Locke gewann 12 von 14 Matches. Beeindruckt von dessen Spiel, lud Snead Locke in die Vereinigten Staaten ein, mit dem Ratschlag, es auf der PGA Tour zu versuchen. In zweieinhalb Jahren gewann er elf Turniere. 1947 wurde er nach Jimmy Demaret Zweiter der Geldrangliste.
1949 wurde Locke für die PGA-Tour gesperrt. Ihm wurde vorgeworfen, zugesagte Starts bei Turnieren nicht eingehalten zu haben. Nach seinem ersten Sieg bei den British Open hatte er es vorgezogen, in Großbritannien gut dotierte Schaukämpfe zu bestreiten. Wenngleich die Sperre 1951 aufgehoben wurde, spielte er außer dem The Masters und den U.S. Open kaum noch Turniere in den USA.
1977 wurde Bobby Locke in die World Golf Hall of Fame gewählt. Er war das erste Mitglied, das weder aus den USA noch aus Großbritannien stammte.

## Unorthodoxe Technik, exzentrische Persönlichkeit
Locke selbst sah das Putten als überaus wichtig für erfolgreiches Golfspiel an. Der heute noch unter Golfern geläufige Ausspruch You drive for show but putt for dough wird ihm zugeschrieben. Für ihn diente der weite Abschlag der Show, das Putten brachte jedoch das Geld (umgangssprachlich dough) ein. Gemeinhin wird Locke zu den besten Puttern aller Zeiten gezählt. Nicht wenige – wie Lockes Landsmann Gary Player – halten ihn sogar für den besten. Daran änderte auch seine ungewöhnliche Technik nichts.
Wenig gewöhnlich waren auch andere Aspekte seines Spiels. So empfanden Mitspieler wie auch Offizielle sein Spieltempo unerträglich langsam. Er verlor niemals seine stoische Ruhe. Im Kreise seiner US-amerikanischen Kollegen erhielt er deswegen den wenig schmeichelhaften Spitznamen Muffin Face.

## PGA-Tour-Siege (15)
- 1947: Canadian Open, Houston Open, Philadelphia Inquirer Open, All American Open, Columbus Open, Goodall Round Robin
- 1948: Phoenix Open, Chicago Victory Open
- 1949: Cavalier Invitational, Goodall Round Robin, The Open Championship
- 1950: All American Open, The Open Championship
- 1952: The Open Championship
- 1957: The Open Championship

Siege bei den Major-Turnieren sind fett gedruckt.

## Ergebnisse bei Major-Turnieren
| Tournament            | 1936  | 1937   | 1938 | 1939 |
| --------------------- | ----- | ------ | ---- | ---- |
| The Masters           | DNP   | DNP    | DNP  | DNP  |
| U.S. Open             | DNP   | DNP    | DNP  | DNP  |
| The Open Championship | T8 LA | T17 LA | T10  | T9   |
| PGA Championship      | DNP   | DNP    | DNP  | DNP  |

| Tournament            | 1940 | 1941 | 1942 | 1943 | 1944 | 1945 | 1946 | 1947 | 1948 | 1949 |
| --------------------- | ---- | ---- | ---- | ---- | ---- | ---- | ---- | ---- | ---- | ---- |
| The Masters           | DNP  | DNP  | DNP  | NT   | NT   | NT   | DNP  | T14  | T10  | T13  |
| U.S. Open             | DNP  | DNP  | NT   | NT   | NT   | NT   | DNP  | T3   | 4    | T4   |
| The Open Championship | NT   | NT   | NT   | NT   | NT   | NT   | T2   | DNP  | DNP  | 1    |
| PGA Championship      | DNP  | DNP  | DNP  | NT   | DNP  | DNP  | DNP  | T33  | DNP  | DNP  |

| Tournament            | 1950 | 1951 | 1952 | 1953 | 1954 | 1955 | 1956 | 1957 | 1958 | 1959 |
| --------------------- | ---- | ---- | ---- | ---- | ---- | ---- | ---- | ---- | ---- | ---- |
| The Masters           | DNP  | DNP  | T21  | DNP  | DNP  | DNP  | DNP  | DNP  | DNP  | DNP  |
| U.S. Open             | DNP  | 3    | WD   | T14  | 5    | DNP  | DNP  | DNP  | DNP  | DNP  |
| The Open Championship | 1    | T6   | 1    | 8    | T2   | 4    | DNP  | 1    | T16  | T29  |
| PGA Championship      | DNP  | DNP  | DNP  | DNP  | DNP  | DNP  | DNP  | DNP  | DNP  | DNP  |

| Tournament            | 1960 | 1961 | 1962 | 1963 | 1964 | 1965 | 1966 | 1967 | 1968 | 1969 |
| --------------------- | ---- | ---- | ---- | ---- | ---- | ---- | ---- | ---- | ---- | ---- |
| The Masters           | DNP  | DNP  | DNP  | DNP  | DNP  | DNP  | DNP  | DNP  | DNP  | DNP  |
| U.S. Open             | DNP  | DNP  | DNP  | DNP  | DNP  | DNP  | DNP  | DNP  | DNP  | DNP  |
| The Open Championship | DNP  | CUT  | CUT  | CUT  | CUT  | DNP  | DNP  | CUT  | DNP  | DNP  |
| PGA Championship      | DNP  | DNP  | DNP  | DNP  | DNP  | DNP  | DNP  | DNP  | DNP  | DNP  |

| Tournament            | 1970 | 1971 | 1972 | 1973 | 1974 | 1975 | 1976 | 1977 | 1978 |
| --------------------- | ---- | ---- | ---- | ---- | ---- | ---- | ---- | ---- | ---- |
| The Masters           | DNP  | DNP  | DNP  | DNP  | DNP  | DNP  | DNP  | DNP  | DNP  |
| U.S. Open             | DNP  | DNP  | DNP  | DNP  | DNP  | DNP  | DNP  | DNP  | DNP  |
| The Open Championship | CUT  | T49  | CUT  | DNP  | CUT  | CUT  | CUT  | WD   | CUT  |
| PGA Championship      | DNP  | DNP  | DNP  | DNP  | DNP  | DNP  | DNP  | DNP  | DNP  |

LA = Bester Amateur

DNP = nicht angetreten

WD = zurückgezogen

CUT = am Cut gescheitert

"T" = geteilter Rang